# براكاش ناير
براكاش ناير (بالإنجليزية: Prakash Nair)‏ هو مهندس معماري أمريكي، مُخْتصّ في فن العمارة للمدارس، وهو رائد أعمال، وكاتب، ومتحدث عام، يدافع عن الفصول المفتوحة في المدارس.
ناير هو الرئيس المؤسس لمنظمة تصميم التعليم الدولية (EDI) والرئيس المؤسس السابق لشركة فيلدينغ ناير الدولية (FNI). قامت فرقه بتصميم أو إعادة تصميم المدارس والكليات العامة والخاصة في جميع أنحاء العالم. بعض هذه المشاريع فازت بجوائز تصميم الصناعة للتميز، بما في ذلك جائزة جيمس د. ماكونيل - وهي أعلى جائزة تمنحها جمعية بيئات التعلم ، A4LE - لمدرسة الدكتور فينيز ج. فيشر المتوسطة في غرينفيل، كارولاينا الجنوبية (2015) ومدرسة ريس الثانوية في تاسمانيا، أستراليا (2003).
وقد كتب ناير على نطاق واسع عن تصميم المدرسة وقام بتأليف ثلاثة كتب، مخططات للغد: إعادة تصميم المدارس للتعلم الذي يركز على الطالب، والتعلم حسب التصميم: اللعب الحي وإشراك الصنع، ولغة تصميم المدرسة: أنماط التصميم لمدارس القرن 21.

## أعماله
- ناير، براكاش (1 أكتوبر 2014). مخطط الغد: إعادة تصميم المدارس للتعلم الذي يركز على الطلاب. مطبعة هارفارد التعليمية.
- براكاش ناير؛ روني زيمر دكتوري؛ ريتشارد ف. إلمور (15 أبريل 2019). التعلم حسب التصميم: اللعب الحي إشراك خلق. مهندسو تصميم التعليم.
- براكاش ناير؛ راندال فيلدينغ (30 سبتمبر 2009). لغة تصميم المدرسة: أنماط التصميم لمدارس القرن الحادي والعشرين.